# São João das Caldas de Vizela
São João das Caldas de Vizela (oficialmente, Caldas de Vizela (São João)) foi uma freguesia portuguesa do município de Vizela, com 3,54 km² de área e 3 411 habitantes (2011). Densidade: 963,6 hab/km².
Foi uma das cinco freguesias que transitaram do município de Guimarães para o de Vizela, aquando a criação deste último em 1998.
Foi extinta (agregada) pela reorganização administrativa de 2012/2013, sendo o seu território integrado na freguesia de Caldas de Vizela.

## População
| População da freguesia de Caldas de Vizela (São João) | População da freguesia de Caldas de Vizela (São João) | População da freguesia de Caldas de Vizela (São João) | População da freguesia de Caldas de Vizela (São João) | População da freguesia de Caldas de Vizela (São João) | População da freguesia de Caldas de Vizela (São João) | População da freguesia de Caldas de Vizela (São João) | População da freguesia de Caldas de Vizela (São João) | População da freguesia de Caldas de Vizela (São João) | População da freguesia de Caldas de Vizela (São João) | População da freguesia de Caldas de Vizela (São João) | População da freguesia de Caldas de Vizela (São João) | População da freguesia de Caldas de Vizela (São João) | População da freguesia de Caldas de Vizela (São João) | População da freguesia de Caldas de Vizela (São João) |
| ----------------------------------------------------- | ----------------------------------------------------- | ----------------------------------------------------- | ----------------------------------------------------- | ----------------------------------------------------- | ----------------------------------------------------- | ----------------------------------------------------- | ----------------------------------------------------- | ----------------------------------------------------- | ----------------------------------------------------- | ----------------------------------------------------- | ----------------------------------------------------- | ----------------------------------------------------- | ----------------------------------------------------- | ----------------------------------------------------- |
| 1864                                                  | 1878                                                  | 1890                                                  | 1900                                                  | 1911                                                  | 1920                                                  | 1930                                                  | 1940                                                  | 1950                                                  | 1960                                                  | 1970                                                  | 1981                                                  | 1991                                                  | 2001                                                  | 2011                                                  |
| 673                                                   | 868                                                   | 1 059                                                 | 1 227                                                 | 1 232                                                 | 1 207                                                 | 1 445                                                 | 1 719                                                 | 2 055                                                 | 2 455                                                 | 2 489                                                 | 3 280                                                 | 3 799                                                 | 3 719                                                 | 3 411                                                 |

Fez parte do concelho de Guimarães nos censos de 1864 a 1991

## Património
- Ponte Velha de Vizela, ponte romana
- Paço de Gominhães